# Cicinnus externa
Cicinnus externa is een vlinder uit de familie van de Mimallonidae. De wetenschappelijke naam van de soort is voor het eerst geldig gepubliceerd in 1882 door Moore.